# Promozione Sicilia 1974-1975
Nella stagione 1974-1975 la Promozione era il quinto livello del calcio italiano (il massimo livello regionale).
Qui vi sono le statistiche relative al campionato gestito dal Comitato Regionale Siculo per la regione Sicilia.
Il campionato è strutturato in vari gironi all'italiana su base regionale, gestiti dai Comitati Regionali di competenza. Promozioni alla categoria superiore e retrocessioni in quella inferiore non erano sempre omogenee; erano quantificate all'inizio del campionato dal Comitato Regionale secondo le direttive stabilite dalla Lega Nazionale Dilettanti, ma flessibili, in relazione al numero delle società retrocesse dal Campionato Interregionale e perciò, a seconda delle varie situazioni regionali, la fine del campionato poteva avere degli spareggi sia di promozione che di retrocessione.

## Girone A

### Classifica finale
|  | Pos. | Squadra               | Pt | G  | V  | N  | P  | GF | GS | DR  |
|  | ---- | --------------------- | -- | -- | -- | -- | -- | -- | -- | --- |
|  | 1.   | Alcamo                | 47 | 30 | 21 | 5  | 4  | 59 | 17 | +42 |
|  | 2.   | Canicattì             | 43 | 30 | 16 | 11 | 3  | 42 | 15 | +27 |
|  | 3.   | Mazara                | 42 | 30 | 15 | 12 | 3  | 33 | 13 | +20 |
|  | 4.   | Monreale              | 34 | 30 | 10 | 14 | 6  | 34 | 26 | +8  |
|  | 5.   | Stella Maris Valdesi  | 34 | 30 | 11 | 12 | 7  | 40 | 33 | +7  |
|  | 6.   | Sciacca               | 31 | 30 | 10 | 11 | 9  | 27 | 25 | +2  |
|  | 7.   | A.M.A.T.              | 29 | 30 | 10 | 9  | 11 | 32 | 30 | +2  |
|  | 8.   | Salemi                | 29 | 30 | 9  | 11 | 10 | 27 | 26 | +1  |
|  | 9.   | Campobello di Mazara  | 29 | 30 | 11 | 7  | 12 | 36 | 39 | -3  |
|  | 10.  | Empedoclina           | 29 | 30 | 11 | 7  | 12 | 31 | 35 | -4  |
|  | 11.  | Sancataldese          | 27 | 30 | 9  | 9  | 12 | 27 | 33 | -6  |
|  | 12.  | Folgore Castelvetrano | 26 | 30 | 7  | 12 | 11 | 35 | 44 | -9  |
|  | 13.  | Juve Bagheria         | 24 | 30 | 7  | 10 | 13 | 34 | 47 | -13 |
|  | 14.  | Esakalsa Palermo      | 23 | 30 | 8  | 7  | 15 | 28 | 48 | -20 |
|  | 15.  | Real Termini          | 22 | 30 | 6  | 10 | 14 | 21 | 33 | -12 |
|  | 16.  | Misilmeri             | 11 | 30 | 2  | 7  | 21 | 12 | 55 | -43 |

## Girone B

### Classifica finale
|  | Pos. | Squadra         | Pt | G  | V  | N  | P  | GF | GS | DR  |
|  | ---- | --------------- | -- | -- | -- | -- | -- | -- | -- | --- |
|  | 1.   | Megara Augusta  | 41 | 30 | 16 | 9  | 5  | 42 | 13 | +29 |
|  | 2.   | Milazzo         | 40 | 30 | 16 | 8  | 6  | 37 | 24 | +13 |
|  | 3.   | Nissa           | 39 | 30 | 16 | 7  | 7  | 34 | 19 | +15 |
|  | 4.   | Scicli          | 34 | 30 | 13 | 8  | 9  | 35 | 22 | +13 |
|  | 5.   | Pattese         | 33 | 30 | 13 | 7  | 10 | 44 | 28 | +16 |
|  | 6.   | Borgata Augusta | 32 | 30 | 12 | 10 | 8  | 28 | 21 | +7  |
|  | 7.   | Bronte          | 32 | 30 | 11 | 10 | 9  | 32 | 29 | +3  |
|  | 8.   | Canicattini     | 32 | 30 | 12 | 8  | 10 | 32 | 32 | 0   |
|  | 9.   | Carlentini      | 31 | 30 | 12 | 7  | 11 | 40 | 36 | +4  |
|  | 10.  | Avola           | 30 | 30 | 10 | 10 | 10 | 32 | 24 | +8  |
|  | 11.  | Belpassese      | 29 | 30 | 9  | 11 | 10 | 37 | 37 | 0   |
|  | 12.  | Adrano          | 27 | 30 | 8  | 11 | 11 | 30 | 40 | -10 |
|  | 13.  | Rosolini        | 24 | 30 | 9  | 6  | 15 | 33 | 42 | -9  |
|  | 14.  | Pro Mende       | 24 | 30 | 7  | 10 | 13 | 26 | 35 | -9  |
|  | 15.  | Lipari ( -1)    | 17 | 30 | 4  | 10 | 16 | 21 | 52 | -31 |
|  | 16.  | Taormina        | 14 | 30 | 3  | 8  | 19 | 24 | 63 | -39 |